# Seattle-Verwerfung

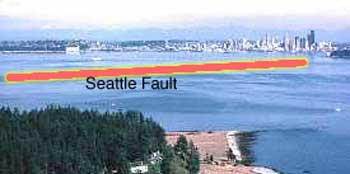
Die Seattle-Verwerfung verläuft quer durch den Puget Sound bis nach Seattle selbst hinein. Im Vordergrund Restoration Point, Alki Point ist schwach am rechten Bildrand zu sehen.

Die Seattle-Verwerfung ist eine Zone flachgründiger Überschiebungen, die das Puget Sound Lowland sowie Seattle im US-Bundesstaat Washington quert; sie verläuft in der Nachbarschaft der Interstate 90. Die Seattle-Verwerfung wurde erstmals 1992 als bedeutende seismische Gefahr erkannt, als eine Reihe von Studien aufzeigten, dass die Zone vor etwa 1.100 Jahren die Ursache eines schweren Erdbebens mit einer Magnitude von 7 war – einem Ereignis, das Eingang in die mündlich tradierten Legenden der Ureinwohner fand. Intensive Forschung hat seither gezeigt, dass die Seattle-Verwerfung Teil eines regionalen Systems von Verwerfungen ist.

## Schweres Erdbeben
Nach ersten Vermutungen in Folge einer Kartierung von Schwereanomalien 1965 und der Hebung eines marinen Plateaus am Restoration Point (im Bild oben im Vordergrund), wurden die Existenz und die möglichen Gefahren durch die Seattle-Verwerfung 1992 durch mehrere Veröffentlichungen in Science bekannt gemacht. Diese Veröffentlichungen betrachteten den zeitlichen Ablauf der plötzlichen Hebung und Senkung rund um Restoration Point und Alki Point (letzterer am äußersten rechten Bildrand), die Ablagerung von Tsunamiten im Puget Sound, Verwirbelungen in den altzeitlichen Seeablagerungen, Felslawinen, und mehrfachen Erdrutschen rund um den Lake Washington, und legten fest, dass all dies vor etwa 1.100 Jahren (zwischen 900 und 930 AD) höchstwahrscheinlich aufgrund eines Erdbebens mit der Magnitude 7 an der Seattle-Verwerfung geschehen war.

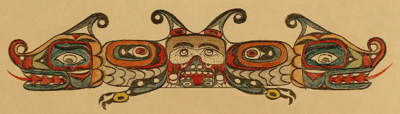
Representation des a'yahos-Geistes

Obwohl das Erdbeben von 900–930 mehr als tausend Jahre zurückliegt, haben lokale Legenden der Ureinwohner die Verbindung zwischen einem mächtigen übernatürlichen Geist – a'yahos, der in Verbindung zu Erschütterungen, Wasserstürzen und Erdrutschen steht – mit fünf Schauplätzen entlang des Verlaufs der Seattle-Verwerfung bewahrt, darunter dem als „Spirit Boulder“ (dt. etwa „Geisterfelsen“) bezeichneten „Psai-Yah-hus“ nahe dem Fährterminal in Fauntleroy in West Seattle.

## Geologie

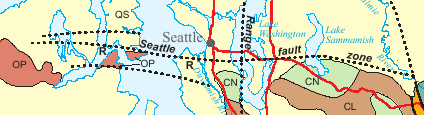
Ungefähre Lage der Seattle-Verwerfungszone (und weiterer Verwerfungen). Der Abschnitt der Verwerfungszone direkt unter „Seattle“ korrespondiert mit der roten Linie im ersten Bild. (Auszug aus der geologischen Karte der Division of Geology and Earth Resources [DGER] des Washington State Department of Natural Resources)

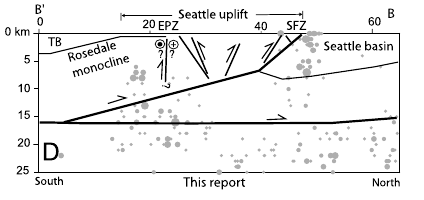
Ein Modell der Seattle-Hebung: Profil (von Süd nach Nord) entlang der Ostseite des zentralen Puget Sound mit Blick nach Westen. TB=Tacoma Basin, EPZ=East Passage Zone (Maury Island), SFZ=Seattle-Verwerfungszone (Alki Point). Die grauen Punkte sind Hypozentren von Erdbeben der Magnitude 2 oder größer zwischen 1970 und 2001.

Die Seattle-Verwerfung stellt die strukturelle Grenze dar, an der 50 … 60 Millionen Jahre alte (frühtertiäre) Basalte der Crescent-Formation im Süden gehoben wurden (Seattle-Hebung), und stößt in das Seattle Basin vor, wo das tertiäre Grundgebirge unter mindestens sieben Kilometer mächtigen, relativ weicheren und leichteren Sedimentschichten der jüngeren Blakeley- und Blakely-Harbor-Formationen verschüttet wurde.:27.471:72 :1389 Dies ergab eine 4 … 7 Kilometer breite komplexe Verwerfungszone, mit mindestens drei südwärts gerichteten großen Überschiebungen. Die meisten Verwerfungsprozesse laufen „blind“ ab (d. h. sie erreichen nicht die Oberfläche); sie sind im Allgemeinen schwierig zu lokalisieren, da die Oberfläche von dichter Vegetation oder Siedlungen/Infrastruktur bedeckt ist. Drei Hauptstränge wurden identifiziert, ihre Lage durch hochauflösende reflexionsseismische und aeromagnetische Erkundungen bestimmt. Der nördlichste Strang liegt nahe dem Verlauf der Interstate 90 und dann unter dem Lake Sammamish.:170 Der mittlere Abschnitt der Verwerfungszone – wo diese den scheinbaren Ort des Olympic-Wallowa-Lineament kreuzt – zeigt markante Variationen der Stränge und der darunter liegenden Strukturen, aber die Eigenschaften und Bedeutung dessen ist noch unbekannt.
Die Verwerfung erstreckt sich über etwa 70 km (43 Meilen):170  von der Nähe von Fall City im Osten, wo sie anscheinend durch die South-Whidbey-Island-Verwerfung begrenzt wird, bis zum Hood Canal im Westen:118 (in der Karte nicht dargestellt). Die westliche Begrenzung ist jedoch unklar (siehe hier und Anderson et al. (2008)). Sie bildet die Nordkante der Seattle-Hebung, von der die Tacoma-Verwerfung die Südkante bildet. Eins der Modelle sieht die Seattle- und die Tacoma-Verwerfung als konvergent an; sie bilden demnach in der Tiefe einen Keil, welcher durch die nord-südwärts verlaufende Kompression, welche wiederum durch die Plattentektonik getrieben wird, nach oben gedrückt wird.:13.558 Ein anderes Modell (siehe Grafik) interpretiert die Seattle-Hebung als eine Gesteinsplatte, die über eine Rampe nach oben geschoben wird.:§4.3,fig.2 Anschließende Arbeiten legen nahe, dass die Struktur der Seattle-Verwerfung von Ost nach West variieren könnte, wodurch beide Modelle in den jeweils betroffenen Sektionen anwendbar wären.:§72 Ein späteres Modell sieht einen Teil der nordwärts verworfenen Platte als Keil zwischen den Sediment-Formationen des Seattle Basin und dem darunter liegenden Grundgebirge an.
Das Alter der Seattle-Verwerfung wird auf etwa 40 Millionen Jahre (spätes Eozän) geschätzt.:27.481 :169 Etwa zu dieser Zeit stockte die Bewegung der nordwärts strebenden Straight-Creek-Verwerfung aufgrund des Eindringens von Plutonen.:26,43 Es scheint, dass als die Straight-Creek-Verwerfung steckenblieb die Nord-Süd-ausgerichtete kompressive Kraft, welche sie durch die Querbewegung ausübte, auf die Kruste des Puget Lowland übertragen wurde, welche schließlich gefaltet und verworfen wurde. Die verschiedenen Blöcke wurden dabei einer über den anderen geschoben.
Andere mit der Seattle-Verwerfung assoziierte Steilstufen wurden durch eine LIDAR-gestützte Kartierung identifiziert; Zerschneidungen haben generell gezeigt, dass die Verwerfungen komplexer sind, als zunächst angenommen.:1389 Viele Details der Seattle-Verwerfung einschließlich der Rekursionsrate bleiben ungelöst. Eine Untersuchung der Sedimente im Lake Washington ergab Anhaltspunkte für sieben schwere Erdbeben (mit Magnituden > 7) in den vergangenen 3.500 Jahren.:1619
Oberflächliche Geländestufen, die aufgrund von Verwerfungen entstanden, sind in diesem Gebiet aufgrund der Topographie, der Vegetation und der Urbanisierung selten zu beobachten; eine Ausnahme kann im Mee Kwa Mooks Park südlich von Alki Point betrachtet werden. Dies ist der Ort der Westlichen Seattle-Verwerfung; der prominente Anstieg dort ergibt sich aus einer Hebung an der Nordseite der Verwerfung.:1588

## Gefahren

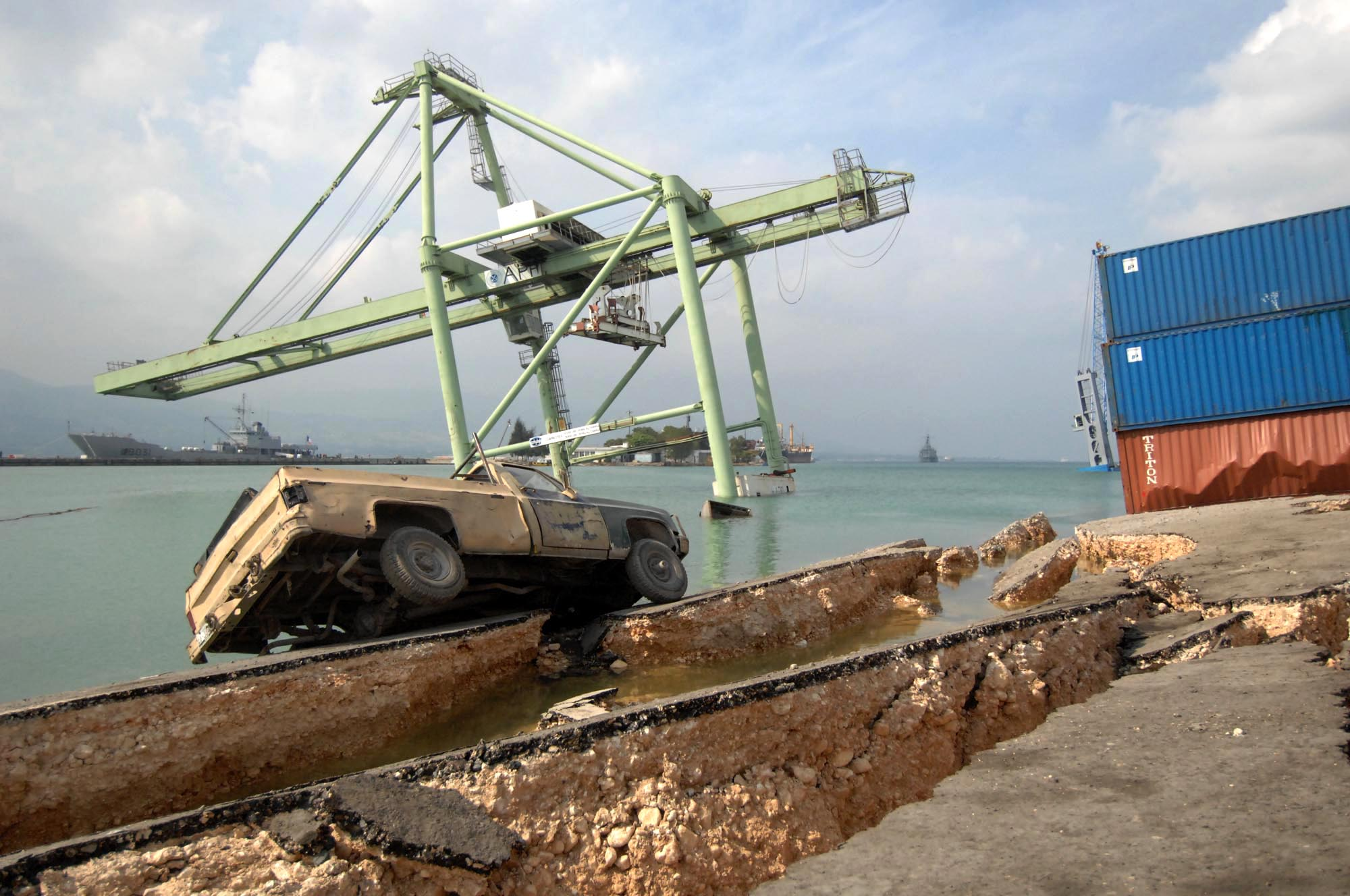
Container-Kran im Hafen von Port-au-Prince (Haiti) in Schieflage, nachdem der Boden aufgrund eines Erdbebens nachgab. Das Ufer in Seattle ist einem ähnlichen Risiko ausgesetzt.

Die Seattle-Verwerfung (und die damit verbundene Tacoma-Verwerfung) ist nicht die einzige Quelle für die Erdbebengefahr im Puget Lowland. Weitere Verwerfungen in der Nähe der Oberfläche der kontinentalen Kruste wie die South-Whidbey-Island-Verwerfung (nahe Everett) und die kürzlich untersuchte Olympia-Verwerfung (nahe Olympia), stehen, obwohl historisch seismisch inaktiv, im Verdacht, Erdbeben mit Magnituden um 7 auslösen zu können. Erdbeben wie das Nisqually-Erdbeben von 2001 haben ihren Ursprung in 50 … 60 Kilometern Tiefe unter dem Puget Sound in der Wadati-Benioff-Zone der subduzierenden Juan-de-Fuca-Platte; aufgrund der großen Tiefe wird ihre Energie weit verteilt. Außerdem gibt es unregelmäßige, aber sehr energiereiche Subduktions-Ereignisse wie das Kaskadien-Erdbeben von 1700 mit einer Magnitude von 9, als sich die gesamte Cascadia-Subduktionszone von Cape Mendocino bis Vancouver Island bewegte.:1611:8
Die Seattle- und die Tacoma-Verwerfung sind jedoch möglicherweise die größten Erdbebenquellen der dicht besiedelten Seattle-Tacoma-Region. Eine Untersuchung von 2002 über die Verlässlichkeit von Brücken schätzte, dass ein Erdbeben mit einer Magnitude von 7 an der Seattle-Verwerfung etwa 80 Brücken in der Region beschädigen würde,:9 wohingegen ein Subduktionsereignis mit einer Magnitude von 9 nur etwa 87 Brücken im gesamten westlichen Washington schädigen würde. (Die viel größere Energie eines Subduktionsereignisses würde über ein sehr großes Gebiet verteilt und nur in Küstennähe konzentriert, wo die Urbanisierung geringer ist.) Dieselbe Untersuchung ergab, dass mit der Schädigung von nur sechs Brücken (dem Minimalschaden eines Ereignisses mit einer Magnitude von 6,5 in der Benioff-Zone) ein wirtschaftlicher Schaden von mindestens 3 Mrd. USD zu erwarten wäre.:11 Eine anschließende Nachrüstung durch das Washington Department of Transportation und die City of Seattle würde den Schaden an Schlüssel-Brücken wahrscheinlich reduzieren. Es besteht Einigkeit darüber, dass ein solches Erdbeben an der Seattle-Verwerfung sogenannte „unreinforced masonry (URM) buildings“ (dt. etwa „Gebäude aus unverstärktem Mauerwerk“) zerstören würde, von denen in der City of Seattle etwa eintausend zu finden sind, die sich in den Vierteln Capitol Hill und Pioneer Square sowie im International District konzentrieren.:„Executive Summary“,§2.1.3,fig.2

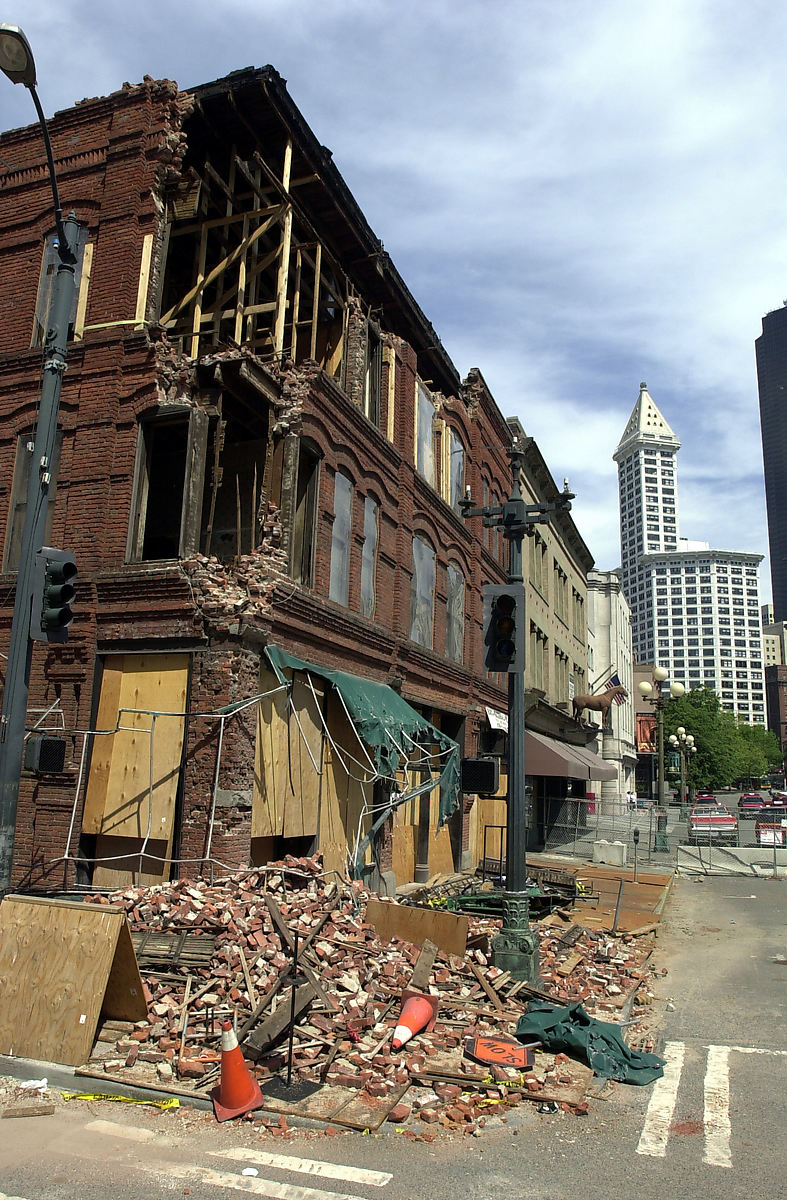
Schäden an einem gemauerten Gebäude (Cadillac Hotel) in Seattle nach dem Nisqually-Erdbeben von 2001

Eine weitere aktuelle Untersuchung:1596 ergab, dass die Seattle-Verwerfung zwei Erdbeben-Typen erzeugen kann; von beiden droht „beträchtlicher Schaden“ in der Metropolregion Seattle. Das Erdbeben, das zwischen 900 und 930 stattfand scheint das einzige in den vergangenen 7.000 Jahren gewesen zu sein, das eine regionale Hebung verursachte. Der andere Typ tritt eher lokal und in geringerer Tiefe auf (und wirkt daher zerstörerischer); mindestens vier solcher Ereignisse traten in den letzten 3.000 Jahren am Westrand der Verwerfung auf. (Zur Geschichte des zentralen und östlichen Teils gibt es keine Informationen.)
Berechnungen auf Basis der Länge der Verwerfung und paläoseismologischer Studien zeigen, dass die Seattle-Verwerfung ein sehr schweres Erdbeben mit einer Magnitude von 7,0 verursachen kann.:1613 Zusätzlich zu den schweren Schäden an unverstärkten Bauten und solchen auf Aufschüttungen (wie der größte Teil des Pioneer-Square-Gebietes in Seattle, das Industriegebiet und die küstennahen Bereiche) kann – so haben Computer-Simulationen gezeigt – in der Elliott Bay ein Tsunami mit bis zu zwei Meter hohen Wellen auftreten.:872 Die Modellierung zeigt, dass ein solcher Tsunami die Industriegebiete an der Commencement Bay, 30 mi (48 km) südlich von Tacoma und tiefliegende Gebiete im Delta des Puyallup River überfluten würde. Es besteht auch Einigkeit darüber, dass ein schweres oder anhaltendes Ereignis Schäden an den Deltas des Duwamish River oder des Puyallup River hervorrufen würde, wo die wichtigsten Hafenanlagen von Seattle und Tacoma zu finden sind (Harbor Island und Commencement Bay).:§3 